# آلیس ریپلی
آلیس ریپلی (انگلیسی: Alice Ripley؛ زادهٔ ۱۹۶۳/۱۹۶۴) یک هنرپیشه، خواننده-ترانه‌پرداز، و ترانه‌سرای اهل ایالات متحده آمریکا است.